# Nordsjöbruket
Nordsjöbruket är ett före detta järnbruk utanför Gröttvål, Gunnarskogs socken i Arvika kommun, Värmland.  
Bruket anlades 1763 vid en liten forsande älv som från sjöarna Räköken och Nordsjön rinner ut i Bergsjön. Det ägdes på 1760-talet av brukspatronen Reinhold Löfman, först under namnet Reinholdsdamm, och köptes 1772 av hovjunkaren Crispin Löwenhielm. Då vattentillgången var knapp flyttades en del av smidet 1773 några kilometer söderut till Rexed, mellan Bergsjön och sjön Gunnern. 
Vid Nordsjöbruket, med sitt nya namn 1774, uppehölls smidet till omkring 1780. Bergskollegiet hade året innan gett Löwenhielm tillstånd att helt flytta till Rexed på grund av vattenbrist. Nordsjöbruket fortsatte att ägas av Rexeds järnbruk, som 1785 togs över av norska godsägaren Jacob Juel, sedermera systern Maren Juel 1800 och hennes make, norska förstestatsrådet Marcus Gjøe Rosenkrantz 1803.
I slutet på 1800-talet fanns på Nordsjöbruket en kvarn med tillhörande gård samt en såg.